# Text Object Model
Text Object Model (TOM) — набор COM-интерфейсов для работы с текстом. Используется, в частности, элементом управления Rich Text Edit.

## Архитектура
TOM включает в себя следующие интерфейсы:
- ITextDocument (документ) — интерфейс верхнего уровня, используется для получения нижележащих объектов диапазонов текста и выделенного текста, открытия и сохранения документа, управления свойствами отмены правок и обновления текста на экране;
- ITextStoryRanges (история) — используется для получения элементов истории документа (объектов диапазона текста);
- ITextRange (диапазон текста) — основной текстовый интерфейс, используется для получения и редактирования текста;
- ITextFont (шрифт) — атрибуты шрифта;
- ITextPara (параграф) — атрибуты параграфа;
- ITextSelection (выделенный текст) — используется для выделения диапазона текста, получения и замены строки выделенного текста.